# Manycz (jezioro)
Manycz (ros. Маныч) – słono-gorzkie jezioro w południowej Rosji europejskiej, na granicy Kałmucji i Kraju Stawropolskiego, w systemie wodnym Manycza. Powierzchnia – 10,7 km², wysokość lustra wody – 11 m n.p.m.
Jezioro Manycz leży w centralnej części Obniżenia Kumsko-Manyckiego, na południowy wschód od jezior Manycz-Gudiło i Mały Manycz.